# Anton Hermann Fassl
Anton Heinrich Hermann Fassl (* 7. Dezember 1876 in Komotau, Bezirk Komotau, Königreich Böhmen; † 4. Oktober 1922 in Brasilien) war ein böhmischer Entomologe, Forschungsreisender und Insektenhändler.

## Leben
Anton Hermann Fassl war ein Sohn des gleichnamigen Antiquitätenhändlers und Sammlers vielfältigster Objekte (Fossilien, Mineralien, Bücher, Antiquitäten usw.) Anton Hermann Fassl sen. (1848–1916), der 1873 in Teplitz sein privates Museum für die Öffentlichkeit öffnete und später als erster Kustos des heute im Schloss Teplice untergebrachten Regionalmuseums Teplice wirkte.
Anton Hermann Fassl jun. arbeitete in der Zeit von 1901 bis 1906, ab 1903 gemeinsam mit Alexander Heyne, als Entomologe im „Naturhistorischen Institut Kosmos“  bei Hermann Rolle in Berlin, kam 1906 wegen Diebstahl und Unterschlagung von Schmetterlings- und Käfersammlungen in das Untersuchungsgefängnis Moabit, dann vor Gericht und wurde vom Schöffengericht wegen begründeter Zweifel an seiner freien Willensbestimmung, sobald für ihn bei seiner leidenschaftlichen Sammelwut Schmetterlinge in Frage kommen, freigesprochen. Nachdem die Oberstaatsanwaltschaft gegen das Urteil Berufung eingelegt hatte und Fassl zum neuen Gerichtstermin nicht erschienen war, wurde in Deutschland Haftbefehl gegen ihn erlassen. Fassl wurde jedoch, nachdem er nach Angaben seiner Ehefrau in seiner Heimat angeblich unter Kuratel gestellt wurde, in der Folge nicht mehr weiter behelligt. In der Zeit um 1907 reiste Fassl nach Südamerika und unternahm gemeinsam mit Otto Garlepp bis etwa 1910 eine Sammelreise nach Bolivien und Kolumbien. Im Jahr 1912 bereiste er gemeinsam mit seinem Bruder Eduard Bolivien und wurde 1913 durch eine Malariainfektion wieder zur Heimreise gezwungen. Er firmierte mit seinem Handel mit südamerikanischen Schmetterlingen in diesen Jahren unter A. H. Fassl, Forschungsreisender, Zeidlerstrasse 2, in Teplitz-Schönau. Ab 1920 sammelte er mit seinen Gehilfen Hugo Carlos Boy und Alois Strympl im  Amazonasgebiet, wo er später am 4. Oktober 1922 an Bord des Dampfers Manauense unterhalb von Tefé verstarb. 
Anton Hermann Fassl beschäftigte sich eingehend mit den Schmetterlingen Südamerikas und ist Erstbeschreiber zahlreicher neuer Taxa, wie unter anderem dem Edelfalter (Nymphalidae) Anaea rosae Fassl, 1909.

## Schriften (Auswahl)
- Anaea Rosae nov. spec. und ab. sex. ♀ laticincta m. In: Societas entomologica, 24, S. 81–83 (zobodat.at [PDF])
- Die Raupe einer Uranide. In: Zeitschrift für wissenschaftliche Insektenbiologie, 6, 10, 1910, S. 355 (biodiversitylibrary.org)
- Thecla episcopalis nov. spec. Revue mensuelle de le Société entomologique namuroise, 12, 4, 1912, S. 42–43 (biodiversitylibrary.org)
- Nachträge: Gattung Agrias. In: Adalbert Seitz (Hrsg.): Die Gross-Schmetterlinge der Erde, 5, Alfred Kernen, Stuttgart 1924, S. 1037–1040; 1041 Taf. 113